# Frontière entre le Québec et Terre-Neuve-et-Labrador
La frontière entre le Québec et Terre-Neuve-et-Labrador, à la fois terrestre et maritime, sépare les provinces de Québec et de Terre-Neuve-et-Labrador au Canada. Partant du Cap Chidley à l'extrémité nord de la côte du Labrador, sa section terrestre suit la ligne de partage des eaux entre les bassins hydrographiques de la baie d'Hudson et du fleuve Saint-Laurent et celui de l'Atlantique pour une bonne partie de sa longueur et rejoint la côte à l'est de Blanc-Sablon. Sa partie maritime fait l'objet d'une controverse en raison du statut non défini des eaux du golfe du Saint-Laurent.
La frontière entre les deux provinces fait l'objet de plusieurs conflits qui ont des conséquences diverses sur l'utilisation des territoires limitrophes. Modifiée pour la dernière fois par un décret du comité judiciaire du Conseil privé de Londres en 1927, cette ligne n'est pas démarquée et rend difficile l'attribution des ressources naturelles qui sont situées dans ses limites.
Étant donné la grande incertitude entourant la frontière Québec-Terre-Neuve-et-Labrador et certaines autres frontières québécoises, le territoire du Québec a été qualifié d'« incertain ».

## Tracé de la frontière terrestre

### Historique

#### Avant 1927
La dépendance du Labrador est créée en 1763 et accordée à Terre-Neuve par proclamation royale. À ce moment, la région des côtes du Labrador est accordée à la colonie pour qu'elle puisse y administrer la pêche. En 1774, l'Acte de Québec donne le contrôle à la Province of Quebec de tous les territoires, îles et terres qui ont été attribués à Terre-Neuve par la proclamation de 1763. Le gouvernement de Terre-Neuve continuera tout de même, après cette décision, à superviser les activités de pêche sur les côtes du Labrador. De ce fait, Terre-Neuve prend autorité sur un territoire qui ne lui appartient plus et cette situation devient difficile. Après quelques pressions auprès de Londres par Terre-Neuve, la côte du Labrador lui est redonnée en 1809 selon la même définition que celle de la proclamation de 1763. En 1825, la frontière sud des côtes du Labrador est définie par l'Acte de l'Amérique du Nord britannique sur les droits seigneuriaux sous l'autorité du roi George IV. Dès lors, la frontière du territoire québécois qui se trouve à la rivière Saint-Jean est déplacée vers l'est jusqu'à Blanc-Sablon et vers le nord jusqu'au 52e parallèle.

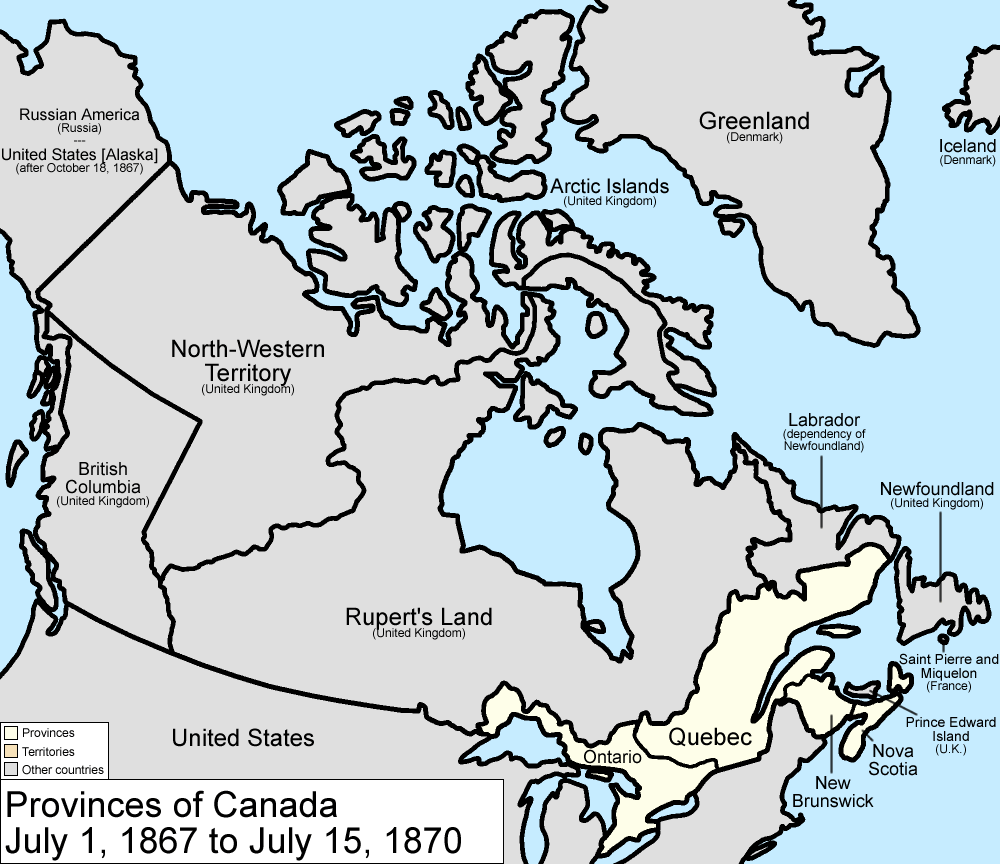
Le Canada lors de sa formation en 1867.

Lors de la création de la confédération en 1867, le Québec devient une province du Dominion du Canada. Elle est issue de la séparation du Canada (colonie du Royaume-Uni) qui avait été créé par l'Acte d'Union de 1840. La province de Québec reprend donc les frontières du Bas-Canada. Elle partage donc, à ce moment, une frontière avec le Labrador qui dépend de la colonie de Terre-Neuve. Cependant, aucune délimitation claire entre les deux territoires n'est décrite.
En 1898, une loi conjointe du Québec et du Canada étend la frontière nordique de la province jusqu'à la rivière Eastmain. Le Québec annexe alors une partie du Labrador, dont l'Ashuanipi. Cependant, cette frontière reste floue, « car elle longe une dépendance britannique dont la frontière n'a jamais été officiellement définie ».
Le 9 novembre 1907, le Québec fait une requête pour que son territoire soit agrandi au nord afin d'inclure le district de l'Ungava. À la suite de cette demande, la province de Québec va prendre, en 1912, la forme qui lui est connue aujourd'hui. La frontière n'est cependant toujours pas définie, laissant Terre-Neuve et le Québec dans l'incertitude. En effet, la loi ne spécifie pas avec précision la position de la frontière et se contente de dire que la frontière du Québec suit « la frontière du territoire relevant de la juridiction légale de l'île de Terre-Neuve ».

#### La décision du comité judiciaire du Conseil privé de Londres

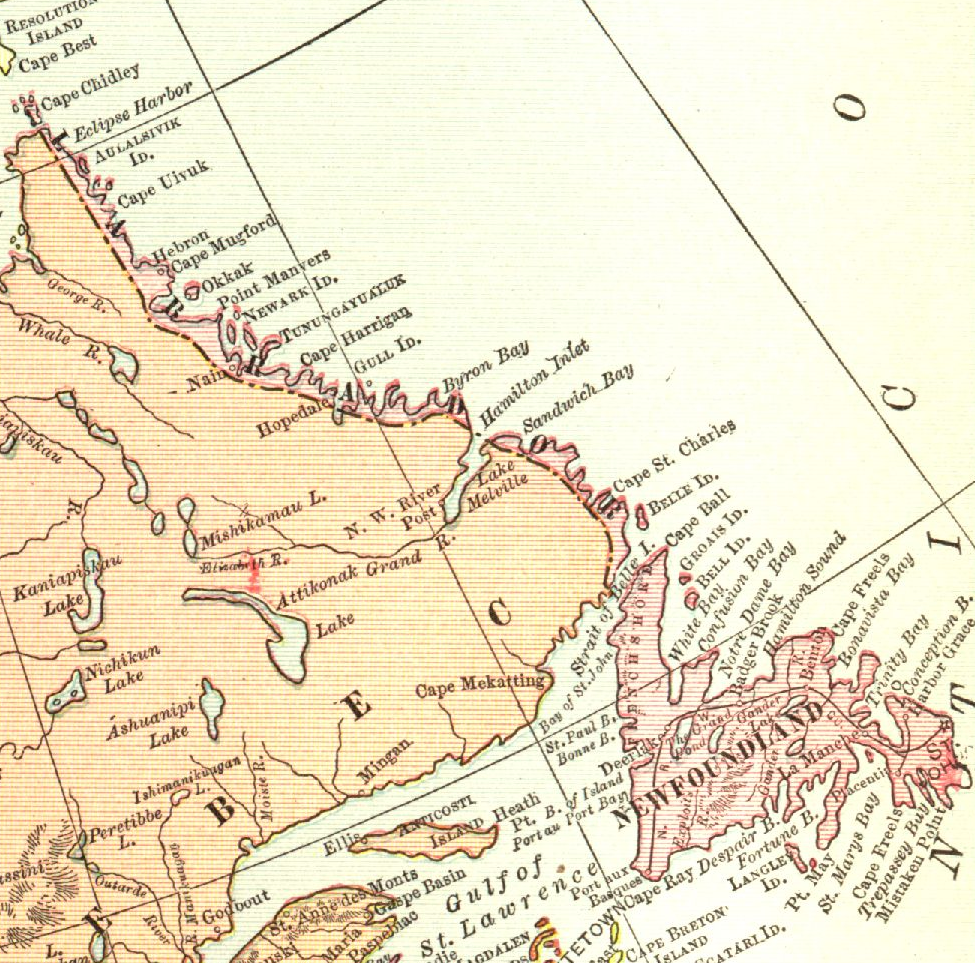
Carte de Terre-Neuve-et-Labrador en 1912.

En 1902, un conflit éclate entre le Québec, faisant partie du Dominion du Canada, et Terre-Neuve, colonie du Royaume-Uni, sur la délivrance par Terre-Neuve de droits de coupe sur le fleuve Churchill. En 1904, le ministre québécois des Terres, Mines & Pêcheries, Simon-Napoléon Parent, demande au gouvernement canadien de référer au comité judiciaire du Conseil privé de Londres pour statuer sur la question, étant donné qu'il semble impossible pour les deux parties de s'entendre.

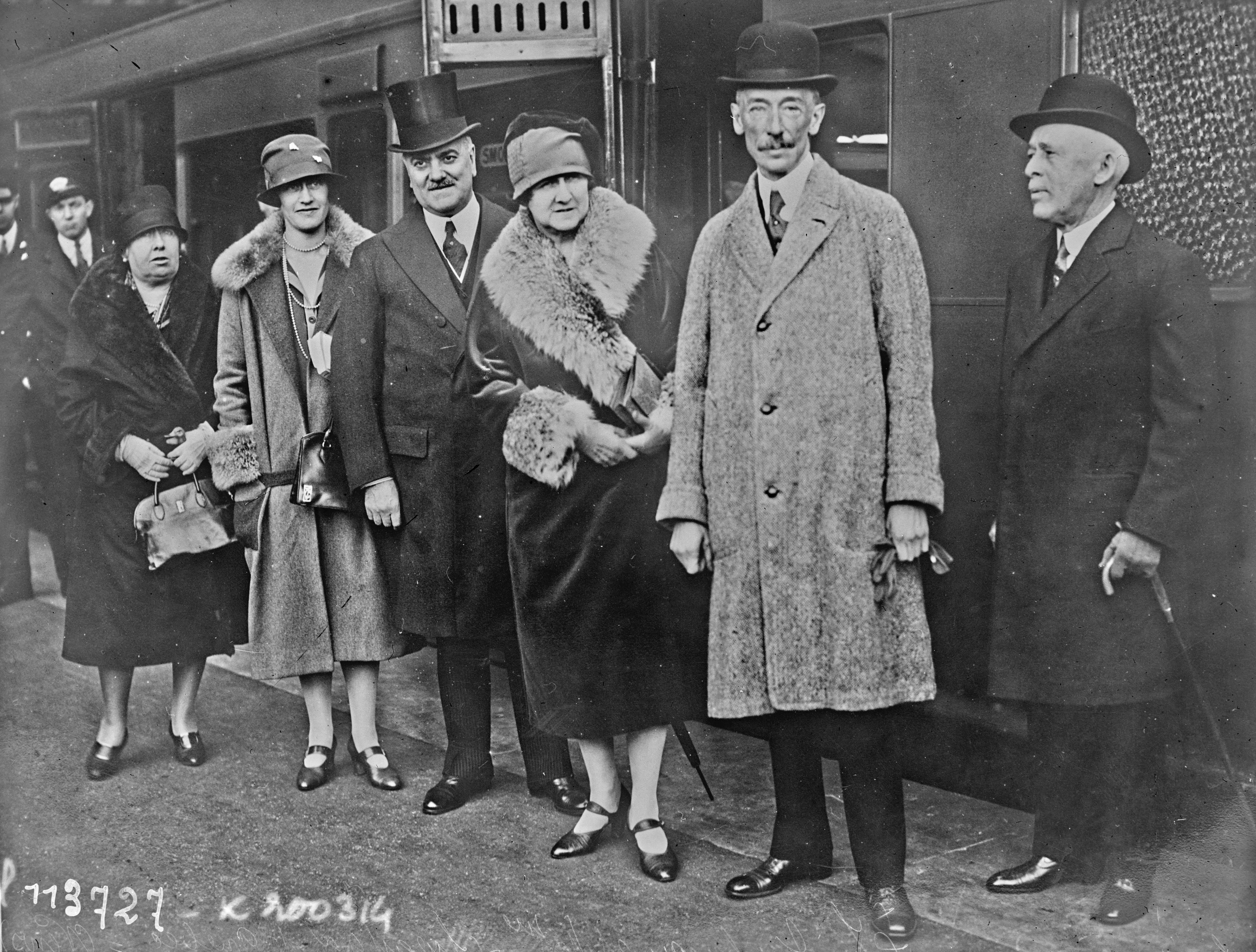
Le premier ministre Louis-Alexandre Taschereau, à Londres, en octobre 1926, venu plaider la cause du Labrador devant le Conseil privé.

La demande est entendue en 1927. Le Canada, représentant des intérêts du Québec, tente de démontrer que le Dominion de Terre-Neuve a reçu par proclamation une bande de terre s'étendant à un mille de la côte pour avoir le contrôle des pêches côtières et que la partie intérieure du Labrador est, selon la même proclamation, une partie du Territoire indien.
De son côté, le gouvernement terre-neuvien organise sa défense autour du fait que la mention coast and territories (côte et territoires) utilisée dans les communications avec les différents gouverneurs montre que l'on parle de plus qu'une mince bande de terre. Toujours selon Terre-Neuve, le précédent juridique montre que le mot « côte » réfère à l'ensemble d'un bassin versant.
Le 1er mars 1927, face à ces arguments, le comité judiciaire rend sa décision sur la question en décrivant la frontière entre le Québec et Terre-Neuve comme étant :

« [...] une ligne partant vers le nord à partir de l'extrémité est de la baie de l'Anse au Sablon jusqu'au 52e parallèle nord, et, de là, vers l'ouest [...] jusqu'à la rivière Romaine, ensuite vers le nord suivant la rive est ou gauche de la rivière jusqu'à sa source et ensuite vers le nord jusqu'à la ligne de partage des eaux, et ensuite vers l'ouest et le nord en suivant la ligne de partage des eaux allant à l'océan Atlantique jusqu'au cap Chidley,. »

Le géographe Henri Dorion, dans une étude sur les frontières du Québec, fera quelques observations sur cette décision. D'abord, il note que le cap Chidley est situé sur l'île Killiniq qui ne fait pas partie du Québec mais bien du Nunavut. De plus, à propos de la décision de fixer la frontière au 52e parallèle au lieu de la ligne de partage des eaux, il souligne que les juges du conseil privé « auraient reconnu à Terre-Neuve un territoire plus vaste que ce qui était demandé, ce qu’en droit on appelle un cas d’ultra petita. »

#### À l'accession de Terre-Neuve au statut de province canadienne
Lors de l'union de Terre-Neuve à la Confédération canadienne en 1949, la loi de 1949 sur l'Amérique du Nord britannique spécifie 

« La province conserve le territoire formant Terre-Neuve à la date de l'adhésion, à savoir l'île de Terre-Neuve et les îles voisines, la côte du Labrador, selon la délimitation qu'en a faite le comité judiciaire du Conseil privé de Sa Majesté dans son rapport du 1er mars 1927, approuvé par Sa Majesté en conseil le 22 du même mois, ainsi que les îles voisines de cette côte »

Ainsi, la loi spécifie que l'accession de Terre-Neuve à la Confédération canadienne se fait dans le cadre des balises fixées par la décision du Conseil privé.

### Conflits autour de la frontière terrestre

#### Problèmes frontaliers identifiés
À la suite de la décision de 1927 du Conseil privé de Londres, la frontière terrestre a été en partie fixée sur la ligne de partage des eaux. Plusieurs intervenants ont fait remarquer que cette ligne ne peut être clairement définie. En effet, il existe des zones du territoire où les eaux coulent dans le bassin hydrographique de la baie James ou du fleuve Saint-Laurent à certaines périodes alors qu'elles coulent dans le bassin de l'Atlantique à d'autres périodes. Ainsi, ces espaces font et ne font pas partie de la partie de territoire accordée à Terre-Neuve-et-Labrador par la décision de 1927. Les deux gouvernements devront s'entendre sur le statut de ces territoires lorsque la frontière sera démarquée.
De plus, la partie de territoire incluse entre le 52e parallèle et la ligne de partage des eaux est revendiquée par les deux entités politiques. Selon Dorion et Lacasse, on peut se poser la question sur la pertinence de donner ce territoire à Terre-Neuve-et-Labrador alors que le Conseil privé de Londres a choisi d'utiliser le principe de bassin versant pour justifier le fait que la côte du Labrador revendiquée par Terre-Neuve soit considérée comme le territoire visé par la décision.

#### La position de Terre-Neuve-et-Labrador et du Canada
Le gouvernement terre-neuvien considère que la décision du Conseil privé a force de loi. De plus, il argumente que l'entrée de Terre-Neuve dans le Canada en 1949 a confirmé ce jugement par l'absence de paroles de la part du gouvernement du Québec. Il cite aussi la loi constitutionnelle de 1982 comme instituant une fois de plus la frontière de 1927. En 2007, le ministre terre-neuvien des affaires intergouvernementales, John Ottenheimer (en), déclare, à propos de l'attitude du Québec sur la question de la délimitation interprovinciale :

« Notre province a déjà discuté de cette question avec le Québec dans le passé mais nous savons que la Constitution est de notre côté et que la loi supporte la version de notre province. De plus, nous savons où la frontière existe. »

— John Ottenheimer
Dans la plupart des représentations graphiques du pays, le Canada choisit la ligne de 1927 comme frontière entre le Québec et Terre-Neuve-et-Labrador.

#### La position du Québec
En 1927, le Québec rejette la décision du Conseil privé de Londres en accusant le gouvernement britannique d'être juge et partie dans cette affaire sans faire de réclamations particulières de territoire dans le Labrador. À la suite de ce rejet, les différents gouvernements québécois ont répété le rejet de l'avis du Conseil privé. À ce sujet, en 2001, le ministre des Affaires intergouvernementales et le ministre des Ressources naturelles écrivent :

« (...) les ministres rappellent qu'aucun gouvernement québécois n'a reconnu formellement le tracé de la frontière entre le Québec et Terre-Neuve dans la péninsule du Labrador selon l'avis rendu par le comité judiciaire du Conseil privé de Londres en 1927. Pour le Québec, cette frontière n'a donc jamais été définitivement arrêtée. (...) Les ministres soulignent que le gouvernement de Terre-Neuve et le gouvernement fédéral ont récemment confirmé au gouvernement du Québec que la modification recherchée ne constituait qu'un changement de nom purement symbolique et, par conséquent, qu'elle n'avait aucune portée territoriale ou frontalière. (...) Concernant la question de la frontière entre le Québec et Terre-Neuve dans la péninsule du Labrador, les ministres rappellent que la position du gouvernement du Québec demeure la même que celle des gouvernements précédents. »

Depuis 1997, le gouvernement du Québec, par son sous-ministre aux Ressources naturelles, s'est doté d'une politique de représentation de la province sur les différentes cartes qu'il produit. Cette politique n'a pas de valeur au sens de la définition de la frontière mais peut être un indicateur de la position actuelle du Québec dans le conflit. Selon un document du spécialiste de la question, Henri Dorion, la directive se lit comme suit:

« a) Le territoire du Labrador doit apparaître; il ne doit pas être nommément identifié et sa frontière doit, dans la mesure du possible, être composée d'un symbole différent des autres frontières interprovinciales et internationales du Québec;
b) La couleur du Québec doit s'étendre jusqu'à la ligne de partage des eaux, alors que le reste du Labrador est de la même couleur que Terre-Neuve; lorsque la mention que l'on retrouve au paragraphe suivant ne peut être inscrite (logo et carte de petite dimension), la couleur du Labrador ne doit pas offrir un contraste trop grand avec celle du Québec;
c) À l'exception d'un logo, la mention «tracé de 1927 du Conseil privé (non définitif)» doit apparaître, dans la mesure du possible, le long de la frontière; la frontière sur le 52e parallèle, qui doit également apparaître sur la carte, doit avoir cette mention;
d) Lorsqu'il s'agit d'une carte thématique, il ne faut pas étendre l'illustration du thème au territoire du Labrador. »

Au début du XXIe siècle, il est très difficile de savoir ce que le gouvernement québécois revendique. Dorion tire quelques conclusions sur la question. D'abord, la mention de « tracé non définitif » sur le long de la ligne de partage des eaux signifie que la frontière est délimitée (décidée) mais non démarquée (physiquement, sur le terrain). Dans un deuxième temps, il affirme que les représentations cartographiques choisies par le Québec dans la directive impliquent la revendication de la partie de territoire située entre le 52e parallèle (frontière définie par le Conseil privé) et la ligne de partage des eaux. Finalement, il affirme que, dans les faits, le Québec, par certaines actions et par certaines inactions, a reconnu implicitement la ligne frontière décidée en 1927.

## Tracé de la frontière maritime

### Historique
La frontière maritime entre les provinces de Québec et de Terre-Neuve-et-Labrador n'a jamais fait l'objet d'une loi ou d'un règlement formel intervenu entre les provinces et le gouvernement fédéral. En 1964, les provinces maritimes du Canada et le Québec s'entendent sur le partage de la compétence de distribution de permis d'exploration d'hydrocarbures. Elles fixent la limite de leur juridiction dans ce domaine à la ligne d'équidistance entre les rives respectives.

### Conflits autour de la frontière maritime

#### Problèmes frontaliers identifiés
La définition de la frontière maritime entre le Québec et Terre-Neuve-et-Labrador est difficile à donner puisque celle-ci dépend du statut territorial du golfe du Saint-Laurent. En effet, il existe un différend sur la nature de ce territoire. Il pourrait être constitué d'eaux internationales dans lesquelles il n'y aurait pas de frontière entre les provinces atlantiques. Il pourrait être constitué d'eaux intérieures canadiennes et dans ce cas le statut, fédéral ou provincial, de ces eaux serait incertain. Le point de vue adopté sur ces différentes questions influe directement sur le statut des territoires en question.
Dans le cas d'eaux internationales ou fédérales, il n'existe pas de frontière maritime entre le Québec et Terre-Neuve puisque chacune de ces entités est bordée par ces eaux. Dans le cas où le territoire serait constitué d'eaux intérieures provinciales, la frontière revendiquée par les tenants de cette position se trouverait à la ligne d'équidistance entre les provinces.

#### La position du gouvernement fédéral
Le gouvernement canadien considère que le golfe du Saint-Laurent est un territoire fédéral intérieur canadien. Cela signifie que le territoire n'est pas soumis aux règles maritimes internationales et que seul le gouvernement fédéral y a juridiction. Cependant, la position du Canada sur la question n'est pas ferme puisqu'une affirmation claire sur ce sujet pourrait « d’une part attirer la foudre de principe des États-Unis et, d’autre part, raviver les prétentions — justifiées ou non sur le plan constitutionnel — des provinces riveraines au chapitre de l’exploitation du sous-sol ». En conséquence, les territoires québécois et terre-neuviens s'arrêteraient à leur rive respective et il n'existerait pas de frontière maritime entre les deux provinces.

#### La position de Terre-Neuve-et-Labrador
Dans un discours donné en 2003, le ministre terre-neuvien des Mines et de l'Énergie, Ed Byrne, annonce que Terre-Neuve-et-Labrador a l'intention d'en arriver à une entente avec le Québec. Il affirme que son gouvernement désire utiliser une approche non conflictuelle, semblable à celle qui a permis à son gouvernement de s'entendre avec la Nouvelle-Écosse sur leur frontière maritime.
En mars 2010, la Première ministre, Kathy Dunderdale affirme que la frontière est à définir et que l'accord de 1964 n'a jamais été ratifié. Elle tient ces propos à la suite de l'entente sur l'exploitation des ressources du gisement Old Harry qui est survenue entre le Québec et le gouvernement fédéral canadien.

#### La position du Québec
Le Québec a pour position que sa frontière maritime avec les autres provinces canadiennes de l'Atlantique, dont Terre-Neuve-et-Labrador, dans le golfe du Saint-Laurent se situe à la ligne d'équidistance. En effet, le gouvernement a affirmé à plusieurs reprises que la frontière a fait l'objet d'une entente avec le Nouveau-Brunswick, la Nouvelle-Écosse, l'Île-du-Prince-Édouard ainsi que Terre-Neuve lors d'un accord établi en 1964.
En 1969, le ministre des Richesses naturelles Paul Allard s'exprime à propos de l'entente existant entre sa province et les provinces atlantiques.

« Le Ministre Allard, parlant [...] au nom du Québec [...] a spécifié que la province de Québec a déjà accepté les frontières telles qu'elles avaient été décrites par les quatre provinces atlantiques avant que le Québec ne se joigne au groupe. Le Québec a accepté ces frontières en toute bonne foi et a entrepris des actions et pris des engagements sur le territoire compris à l'intérieur de ces limites. Le Québec a toujours considéré ces frontières comme faisant partie de son territoire et il n'y a pas de bonne raison qui le force à agir autrement. Le Québec a accepté les frontières à la demande des provinces atlantiques, demande jugée sérieuse par le Québec et personne ne s'est objecté aux actions et activités qui ont été entreprises à l'intérieur de ces frontières,. »

On peut donc comprendre que le Québec s'appuie sur l'entente obtenue avec les provinces atlantiques pour appliquer sa juridiction aux territoires compris à l'intérieur de la ligne d'équidistance.

## Impacts des conflits frontaliers
La dispute territoriale entre les deux provinces a débuté au début du XXe siècle lors de l'attribution d'un contrat d'exploitation de la ressource forestière dans la région du fleuve Churchill. Depuis, plusieurs problèmes ont été causés par la difficulté de positionner la frontière entre le Québec et Terre-Neuve-et-Labrador. Dorion et Lacasse donnent l'exemple de la compagnie minière Iron Ore qui, dans le milieu du siècle dernier, devait difficilement établir les quantités de minerai extraites de chaque côté de la frontière pour payer les redevances aux différents gouvernements. Les auteurs rappellent aussi que l'acceptation par le Québec de telles méthodes de calcul ne peuvent que représenter une reconnaissance de la localisation de la délimitation entre les deux juridictions. La répartition des richesses naturelles situées aux alentours de la séparation théorique reste un problème épineux qui secoue épisodiquement les relations entre les deux gouvernements.

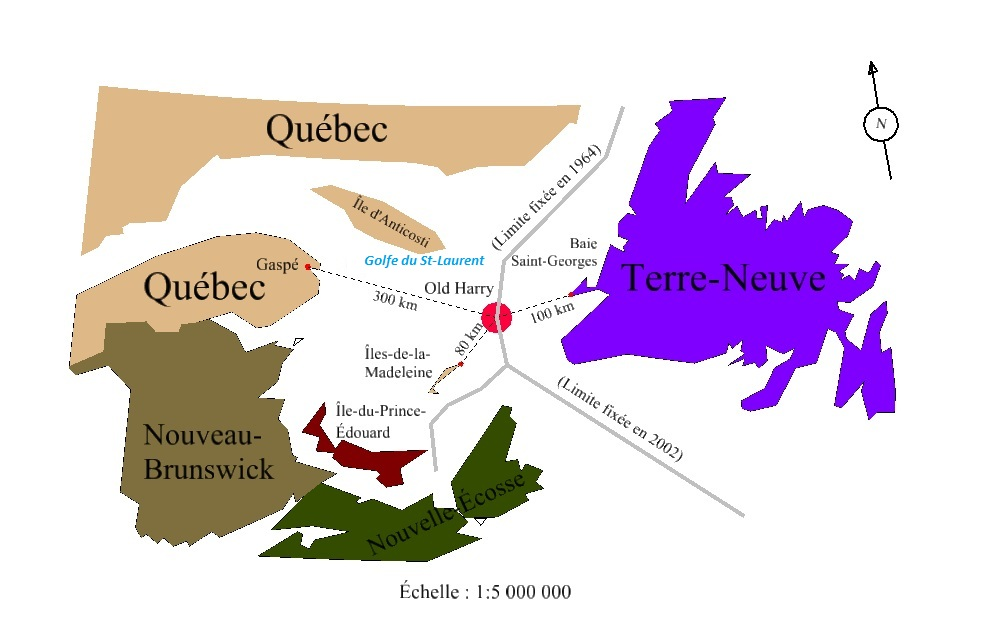
L'emplacement du gisement Old Harry (en rouge) dans le golfe du Saint-Laurent

L'incertitude de la frontière maritime est aussi source de conflits entre gouvernements québécois et terre-neuvien. En mars 2011, le gouvernement Jean Charest annonce que la ministre des Ressources Naturelles Nathalie Normandeau s'est entendue avec son homologue canadien sur le paiement complet à Québec des redevances sur les ressources puisées au gisement Old Harry. Or, le puits de pétrole est situé près de la frontière maritime entre les deux provinces. Selon le gouvernement du Québec, la ressource est située à l'intérieur du territoire québécois selon le tracé frontalier qui a fait l'objet d'une entente en 1964. De son côté, le gouvernement de Terre-Neuve-et-Labrador affirme que la frontière n'est pas complètement établie et que l'entente de 1964 n'a jamais été ratifiée. La question du partage de la ressource fera l'objet d'un arbitrage qui est imposé par l'entente fédérale-provinciale.

### Citations originales
1. ↑  (en) « ... a line drawn due north from the eastern boundary of the bay or harbour of the Anse au Sablon as far as the fifty-second degree of north latitude, and from thence westward... until it reaches the Romaine River, and then northward along the left or east bank of that river and its head waters to the source and from thence due northward to the crest of the watershed or height of land there, and from thence westward and northward along the crest of the watershed of the rivers flowing into the Atlantic Ocean until it reaches Cape Chidley. »
2. ↑  (en) « Our province has written Quebec in the past on this issue but we take comfort in the fact that the Constitution is on our side and the law is on the side of this province, and we know where the border exists. »
3. ↑  (en) « Minister Allard speaking [...] on behalf of Québec [...] stated that the Province of Quebec had already accepted the boundaries as they were outlined by the four Atlantic provinces before Quebec was part of the original group. Quebec accepted these boundaries in good faith and further in good faith undertook certain actions and made certain commitments concerning the area within these boundaries. Quebec has at all times considered these boundaries as part of Quebec and there is no good reason why it should decide otherwise now. Quebec accepted the boundaries at the request of the four Atlantic Provinces, which request was considered by Quebec to have been seriously made and no one has objected to its actions or activities within those boundaries »